# Christian Von Wernich
Christian Federico Von Wernich (San Isidro, Buenos Aires, 27 de mayo de 1938) es un sacerdote argentino de la Iglesia católica que se desempeñó como capellán de la Policía de la Provincia de Buenos Aires durante la dictadura militar de 1976-1983. Detenido desde 2003 por su participación en delitos de lesa humanidad en los centros clandestinos de detención Puesto Vasco, Cot I Martínez y el Pozo de Quilmes, fue condenado el 9 de octubre de 2007 a reclusión perpetua por hallarlo culpable de 34 casos de secuestro, 31 casos de tortura y 7 homicidios calificados.

## Descripción
Von Wernich ha negado los cargos y sostenido que si bien es cierto que visitaba los centros de detención, no vio que se cometiera ninguna violación a los derechos humanos. Sin embargo, Von Wernich fue mencionado en varios testimonios recogidos por el informe Nunca Más de la Comisión Nacional sobre la Desaparición de Personas (CONADEP), que lo incriminan. Entre ellos un policía relató: 
"Se desciende a los tres cuerpos de los ex subversivos que en ese momento estaban vivos. Los tiran a los tres sobre el pasto, el médico les aplica dos inyecciones a cada uno, directamente en el corazón, con un líquido rojizo que era veneno. Dos mueren pero el médico da a los tres como muertos. Se los carga en una camioneta de la Brigada y los lleva a Avellaneda. Fuimos a asearnos y cambiarnos de ropa porque estábamos manchados de sangre. El padre Von Wernich se retiró en otro vehículo. Inmediatamente nos trasladamos a la Jefatura de Policía donde nos esperaba el Comisario General Etchecolatz, el padre Christian Von Wernich y todos los integrantes de los grupos que habían participado en el operativo. Allí el cura Von Wernich me habla de una forma especial por la impresión que me había causado lo ocurrido; me dice que lo que habíamos hecho era necesario, que era un acto patriótico y que Dios sabía que era para bien del país. Estas fueron sus palabras textuales..."

## Juicio
El juez federal Arnaldo Corazza de La Plata juntó el testimonio de los testigos que colocaron a Von Wernich en tres correccionales ilegales (Puesto Vasco, Coti Martínez y Pozo de Quilmes), y ordenando su detención el 25 de septiembre de 2003, después de que el sacerdote fue descubierto en Chile, en la ciudad costera de El Quisco bajo la identidad asumida del sacerdote Christian González, párroco católico de El Quisco.
El 5 de julio de 2007 se inició el juicio a Von Wernich. El Tribunal Oral Federal 1 de La Plata estuvo integrado por los doctores Carlos Rozanski, Norberto Lorenzo y Horacio Isaurralde. El mismo tribunal tuvo a su cargo el juicio al exdirector de investigaciones de la Policía Bonaerense Miguel Etchecolatz. Fueron citados unos 120 testigos. Von Wernich fue acusado de haber participado en siete homicidios y 41 casos de privaciones ilegales de la libertad y tortura física y psicológica. Las audiencias se realizaron en la ciudad de La Plata.
Como consecuencia de las declaraciones efectuadas durante la Sexta audiencia el 23 de julio por Isidoro Graiver (hermano de David Graiver), detenido en el centro clandestino de detención Puesto Vasco, que identificó a Alberto Rodríguez Varela, exministro de Justicia de Jorge Rafael Videla, como partícipe en el interrogatorio realizado por Ramón Camps, se inició una investigación sobre él y los demás civiles que participaron en la represión ilegal y torturas. Esto abrió un nuevo campo en las investigaciones que hasta ese momento estaban centradas en miembros de las fuerzas armadas.
En sus declaraciones del 7 de agosto, el testigo Rubén Schell identificó al sacerdote Christian von Wernich como el ex capellán de la policía bonaerense que lo interrogó y torturó psicológicamente durante los 102 días que permaneció en el centro clandestino de detención de la Brigada de Investigaciones conocido como "Pozo de Quilmes". Fue el primer testigo que señaló al sacerdote como responsable directo en tormentos y privaciones ilegítimas de la libertad.

Defendiendo a Ramón Camps, de quien era su confesor, von Wernich declaró:
"Que me digan que Camps torturó a un negrito que nadie conoce, vaya y pase... ¡Pero cómo iba a torturar a Jacobo Timerman, un periodista sobre el cual hubo una constante y decisiva presión mundial... que si no fuera por eso...!" 
El 9 de octubre de 2007 fue hallado culpable de 34 casos de secuestro, 31 casos de tortura y 7 homicidios calificados, siendo condenado a reclusión perpetua e inhabilitación perpetua para ejercer cargos públicos. El tribunal consideró que esos crímenes habían sido perpetrados en el marco del genocidio ocurrido durante la última dictadura de la Argentina.

### Participantes

#### Fiscales
- Carlos Alberto Dulau Dumm
- Marcelo Molina
- Félix Crous

#### Querellantes
- Asamblea Permanente por los Derechos Humanos La Plata
- Central de Trabajadores de la Argentina - CTA
- Asociación de Ex Detenidos Desaparecidos – AEDD
- Asociación Anahí
- Fundación Investigación y Defensa Legal Argentina - FIDELA
- Liga Argentina por los Derechos del Hombre - LADH
- Asociación de Trabajadores de la Universidad de La Plata - ATULP
- Federación Universitaria de La Plata - FULP
- Movimiento Ecuménico por los Derechos Humanos - MEDH
- Comité de Acción Jurídica - CAJ
- Secretaría de Derechos Humanos de la Nación:
  - María Mercedes Molina Galarza
  - Juan Ramón Nazar
  - Luis Velasco Blake
  - Osvaldo Papaleo
  - Carlos Zaidman
  - Jorge Raul Manazi
  - Elena Taybo de Pettiná
  - Mery Luisa López de Sanglá
  - Héctor Marcos Timerman
  - Javier Gustavo Timerman
  - Inés María Moncalvillo
  - Camilo Moncalvillo
  - 27 querellantes, no víctimas

#### Defensores
- Juan Martín Cerolini
- Marcelo Peña